# Albert Rosen
Albert Rosen (ur. 14 lutego 1924 w Wiedniu, zm. 23 maja 1997 w Dublinie) – czeski dyrygent. Był związany z Teatrem im. Josefa Kajetána Tyla w Pilźnie i Teatrem Narodowym w Pradze. Po 1970 roku pracował za granicą, gdzie pełnił m.in. funkcję głównego dyrygenta Narodowej Orkiestry Symfonicznej Radia i Telewizji Irlandii (RTÉ National Symphony Orchestra).

## Życiorys
Jego ojciec był prawnikiem, urodził się w Kołomyji w Galicji, w rodzinie żydowskiej. Matka, która pochodziła z gminy Židenice koło Brna, była sekretarką. Większość dzieciństwa spędził w Wiedniu. Po Anschlusie Austrii rodzina przeniosła się do Bratysławy, gdzie kontynuował swoją naukę w niemieckim, później słowackim gimnazjum. Przeprowadzka okazała się jednak tylko rozwiązaniem tymczasowym, gdyż według słowackiego tzw. kodeksu żydowskiego, opartego na Ustawach norymberskich, również rodzinom mieszanym groziła dyskryminacja i eksterminacja. Wraz z wieloma innymi uchodźcami uciekł łodzią po Dunaju i morzu do ówczesnej Palestyny, gdzie pracował w kibucu Sha’ar ha-Golan oraz prowadził tam amatorski chór. Po wojnie powrócił do swej rodziny.
Po ukończeniu akademii w Wiedniu (1946–1947) oraz konserwatorium w Pradze (1947–1948) rozpoczął swoją karierę artystyczną w Teatrze im. Josefa Kajetána Tyla w Pilźnie (1949–1959), gdzie współpracował przy realizacji 11 oper, 19 baletów a jako autor muzyki scenicznej także przy 17 przedstawieniach. W 1960 roku odszedł do Teatru Narodowego w Pradze, gdzie wystawił łącznie 9 oper i 11 baletów a w latach 1965–1971 pełnił funkcję głównego dyrygenta orkiestry Opery Narodowej w Pradze, znanej ówcześnie jako „Smetanovo divadlo”.
Od 1965 roku zaczął gościnnie występować w Irlandii, najpierw na festiwalu w Wexford, gdzie do 1994 roku wystawił łącznie 18 oper, więcej niż jakikolwiek inny dyrygent przed nim. W 1969 roku został głównym dyrygentem Narodowej Orkiestry Symfonicznej Radia i Telewizji Irlandii. Od 1981 roku był główny dyrygentem gościnnym. W 1994 roku został mu przyznany honorowy tytuł Conductor Laureate Narodowej Orkiestry Symfonicznej Irlandii. Przez dłuższy czas współpracował przy inscenizacjach operowych w Dublin Grand Opera Society. Godna uwagi była również jego współpraca z National Youth Orchestra of Ireland.
Ze swoją irlandzką orkiestrą wyruszył w wiele tras koncertowych, występował w muzycznych metropoliach Europy oraz był stałym gościem BBC Philharmonic Orchestra w Manchesterze. Wystawił takie utwory operowe jak Katia Kabanowa i Pasja grecka w Londynie, Jakobin w Walii, Sprzedana narzeczona w Szkocji, Przygody Lisiczki Chytruski w Strasburgu, Jenufa w San Francisco i Rusałka w San Diego. W latach 1986–1987 był głównym dyrygentem Adelaide Symphony Orchestra w Australii, gdzie współpracował przy wielu nagraniach z Australian Broadcasting Company. W 1988 roku po raz pierwszy wystąpił z English National Opera z operą Noc wigilijna Nikołaja Rimskiego-Korsakowa.
Od 1989 roku, podczas swych regularnych wizyt w Pradze, odnowił przerwaną wcześniej współpracę z Teatrem Narodowym i Operą Narodową w Pradze, gdzie, oprócz wystawienia Włoszki w Algierze, gościnnie występował w wielu innych przedstawieniach; dyrygował np. operę Tosca, Madame Butterfly, Trubadur czy operę Cyrulik sewilski. Przez kilka lat współpracował także z Filharmonią Kameralną Pardubice, z którą przygotował w latach 1990 i 1991 np. symfonię „Česká mše vánoční”.
Albert Rosen był dwukrotnie żonaty. Jego pierwszą żoną była Anna, z domu Hartlová (Anna Bartáková) a drugą – Blahoslava, z domu Markvartová. Miał syna i córkę. Umarł na raka płuc niedługo po swoim ostatnim gościnnym występie w Australii i krótko przed swoim następnym występem w Dublinie.